# Église Sainte-Anne de Saint-Pétersbourg
Pour les articles homonymes, voir Église Sainte-Anne.
L'église Sainte-Anne (en allemand : Sankt-Annen-Kirche; en russe : Анненкирхе) est une ancienne église luthérienne allemande de Saint-Pétersbourg qui a été partiellement détruite par un incendie en 2002. C'est un monument historique protégé au niveau fédéral. Elle se trouve au 8 rue Kirotchnaïa.

## Historique
Cette église consacrée à sainte Anne a été construite entre 1775 et 1779 pour les besoins de la communauté luthérienne de langue allemande fort importante en nombre dans la capitale impériale. Elle remplace une église plus petite construite quarante auparavant en 1704 (soit avant la fondation même de la ville) qui se trouvait à l'emplacement actuel de la forteresse Pierre-et-Paul.
Une deuxième église est construite grâce en partie aux fonds octroyés par l'impératrice Anne, dont la patronne est honorée par l'église, et selon les plans de l'architecte Piotr Eropkine (1698-1740). Une école paroissiale (Annenschule) est ouverte à côté.

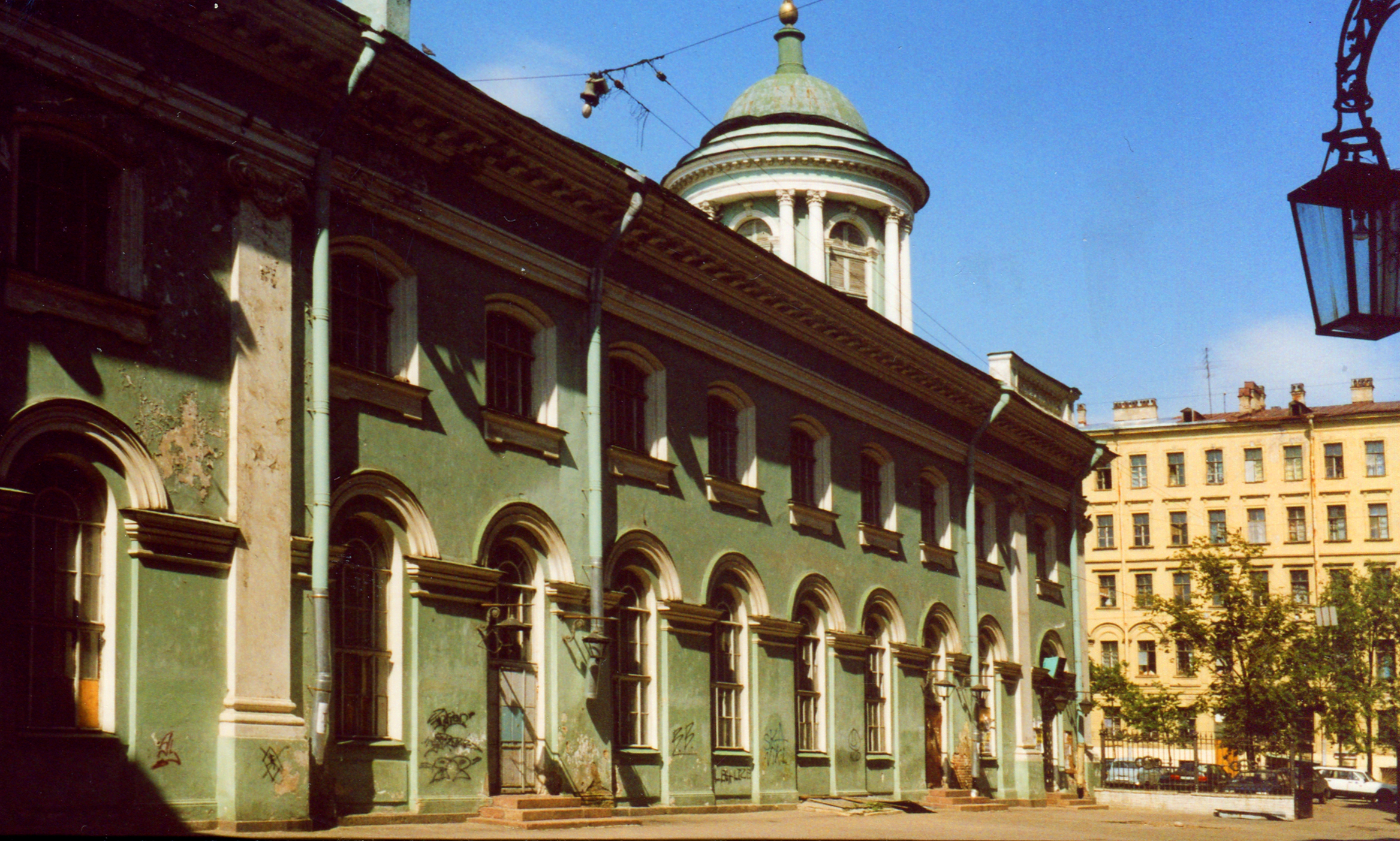
Vue du côté de l'église en 2006

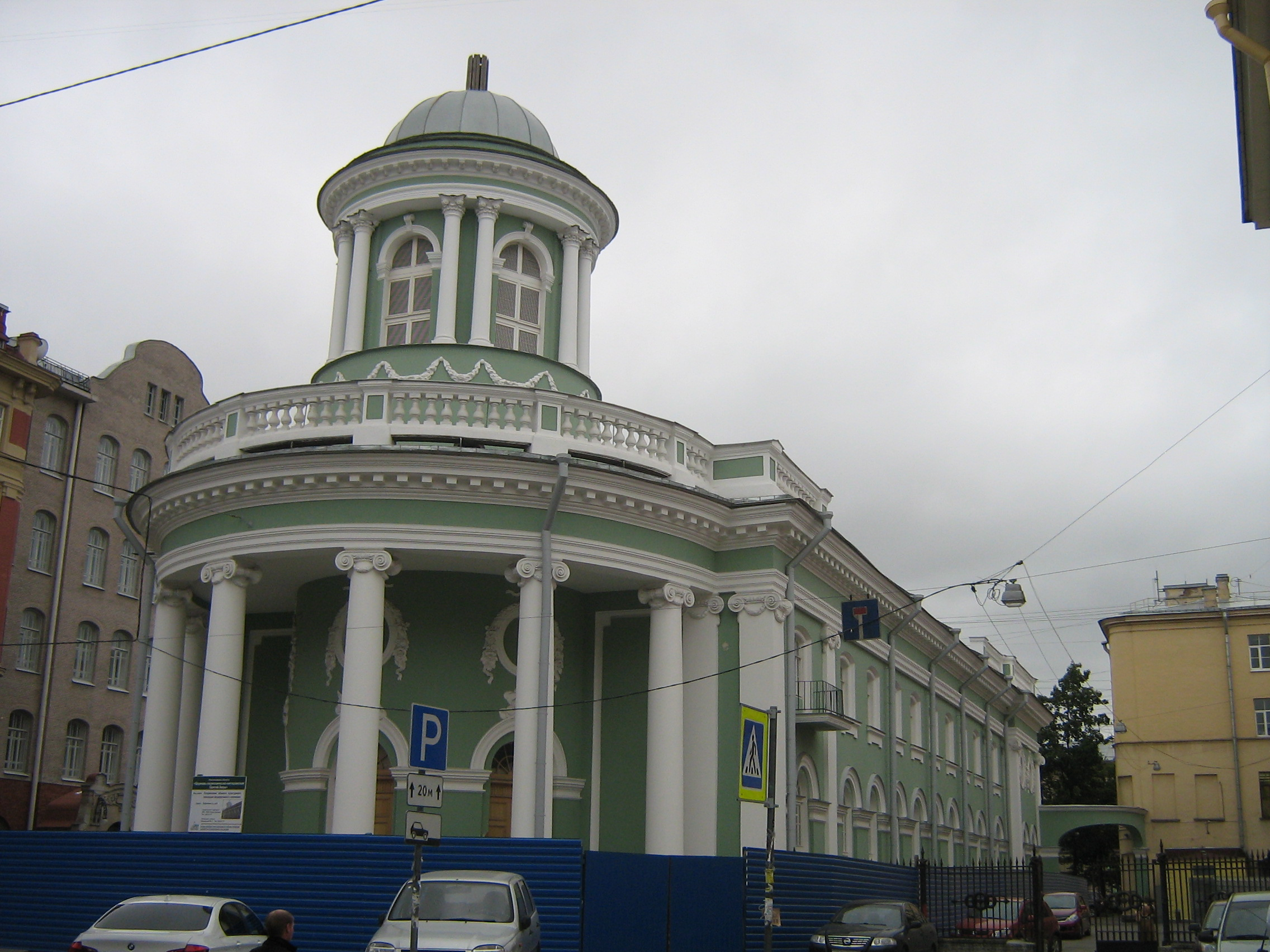
Vue de l'église en 2012.

Cette église est remplacée par une troisième église, l'actuelle, selon les plans de Georg Friedrich Veldten. Elle est de style néoclassique et solennellement consacrée le 24 octobre 1779. Elle possède un grand autel baroque surmonté à la fin du XIXe siècle d'un tableau d'Ernst Liphardt représentant la Crucifixion. Sa façade en colonnade en semi-rotonde est surmontée d'un haut tambour à fenêtres entre six colonnes doubles rehaussé d'une petite coupole couronnée d'une croix. Elle peut accueillir mille cinq-cents fidèles.
L'église reçoit un nouvel orgue en 1850 de la firme allemande Walker. Au début du XXe siècle, la paroisse compte douze mille fidèles. Elle gère un dispensaire, une clinique, un orphelinat de jeunes filles et un foyer agricole pour « femmes repenties ». 
L'église Sainte-Anne n'a été fermée par les autorités communistes qu'en 1935. C'était la seule église luthérienne du nord de la Russie à tenir régulièrement des séminaires de théologie après la Révolution d'Octobre. On y ouvre un cinéma, le cinéma Spartak, qui ne ferme qu'en 2001. Le retour à sa communauté d'origine est en théorie possible depuis la Glasnost de la fin des années 1980, mais la communauté de fidèles est trop réduite et se réunit depuis les années 1990 à l'église Saint-Pierre-et-Saint-Paul située sur la perspective Nevski et retournée au culte. Toutefois des cultes ont lieu certains dimanches entre 1992 et 1997.
Finalement l'édifice est transformé, malgré une décision de principe le rendant aux fidèles en février 2002, en night-club dans le courant de l'année 2002, tandis qu'un procès oppose la communauté de fidèles et les autorités municipales aux tenanciers (la firme Erato); mais un incendie frappe l'édifice le 6 décembre 2002, rendant impossible tout règlement à court terme. Finalement l'église est restaurée en 2012-2013 par l'Église évangélique luthérienne d'Ingrie (en) son nouveaux propriétaire.
Le culte est célébré tous les dimanches à 9h30 en anglais, à 11h00 et 15h00 en russe.